# Chropyně
Chropyně (en allemand : Chropin) est une ville du district de Kroměříž, dans la région de Zlín, en Tchéquie. Sa population s'élevait à 4 642 habitants en 2025.

## Géographie
Chropyně se trouve à 8 km au nord-nord-ouest de Kroměříž, à 58 km à l'est-nord-est de Brno et à 226 km à l'est-sud-est de Prague.
La commune est limitée par Záříčí et Vlkoš au nord, par Kyselovice, Břest et Skaštice à l'est, par Kroměříž au sud et au sud-est, par Bezměrov et Kojetín à l'ouest.

## Histoire
Des découvertes archéologiques on prouvé que le site de Chropyně était déjà habité vers l'an 1000. La première mention écrite remonte à 1261 : Smil de Střílek fit don du village au nouveau monastère cistercien de Vizovice. Au XVe siècle, les seigneurs de Ludanice firent de Chropyně le centre d'un petit domaine, ils aménagèrent un système d'étangs et développèrent la pêche. Le village fut également promu par le roi Ferdinand Ier en 1535 au statut de ville et reçut ses armoiries : l'emblème d'une loutre tenant un brochet dans sa gueule. À partir de 1615, le domaine devint la propriété du cardinal František Ditrichštejn qui, deux ans plus tard, le céda à l'évêché d'Olomouc, qui le conserva jusqu'en 1848.
Le développement de l'industrie, la construction d'une sucrerie en 1868 et du chemin de fer Brno – Přerov un an plus tard, transformèrent fondamentalement Chropyně. En 1949, la sucrerie fut reconstruite pour devenir l'usine Technoplast, la plus grande entreprise de la ville. Elle entraîna une augmentation de la population et un changement de sa composition sociale. À côté du noyau originel de la localité, fut construit un lotissement et un complexe sportif.

## Administration
La commune se compose de deux sections :
- Chropyně
- Plešovec

## Galerie

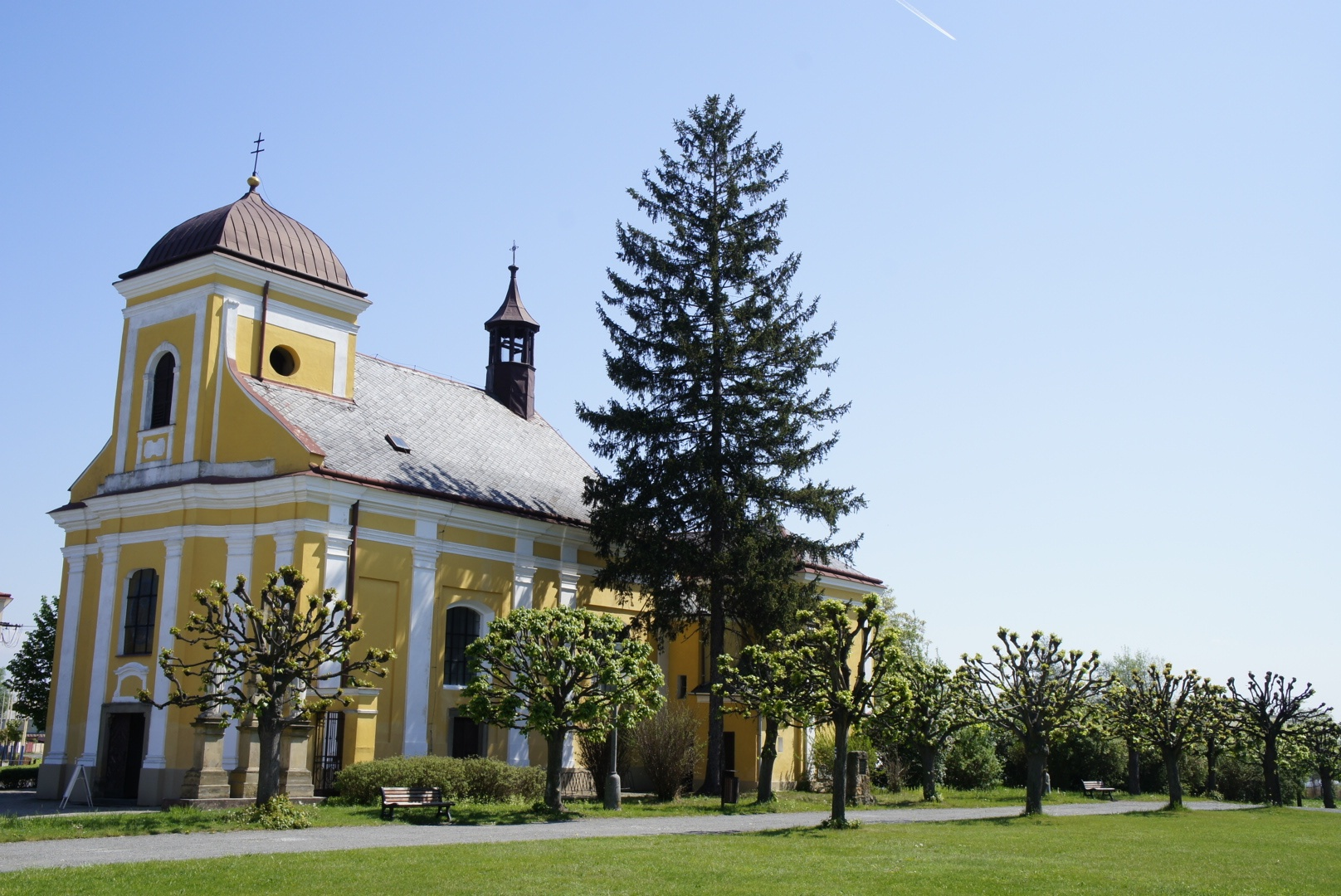
Église Saint-Gilles.
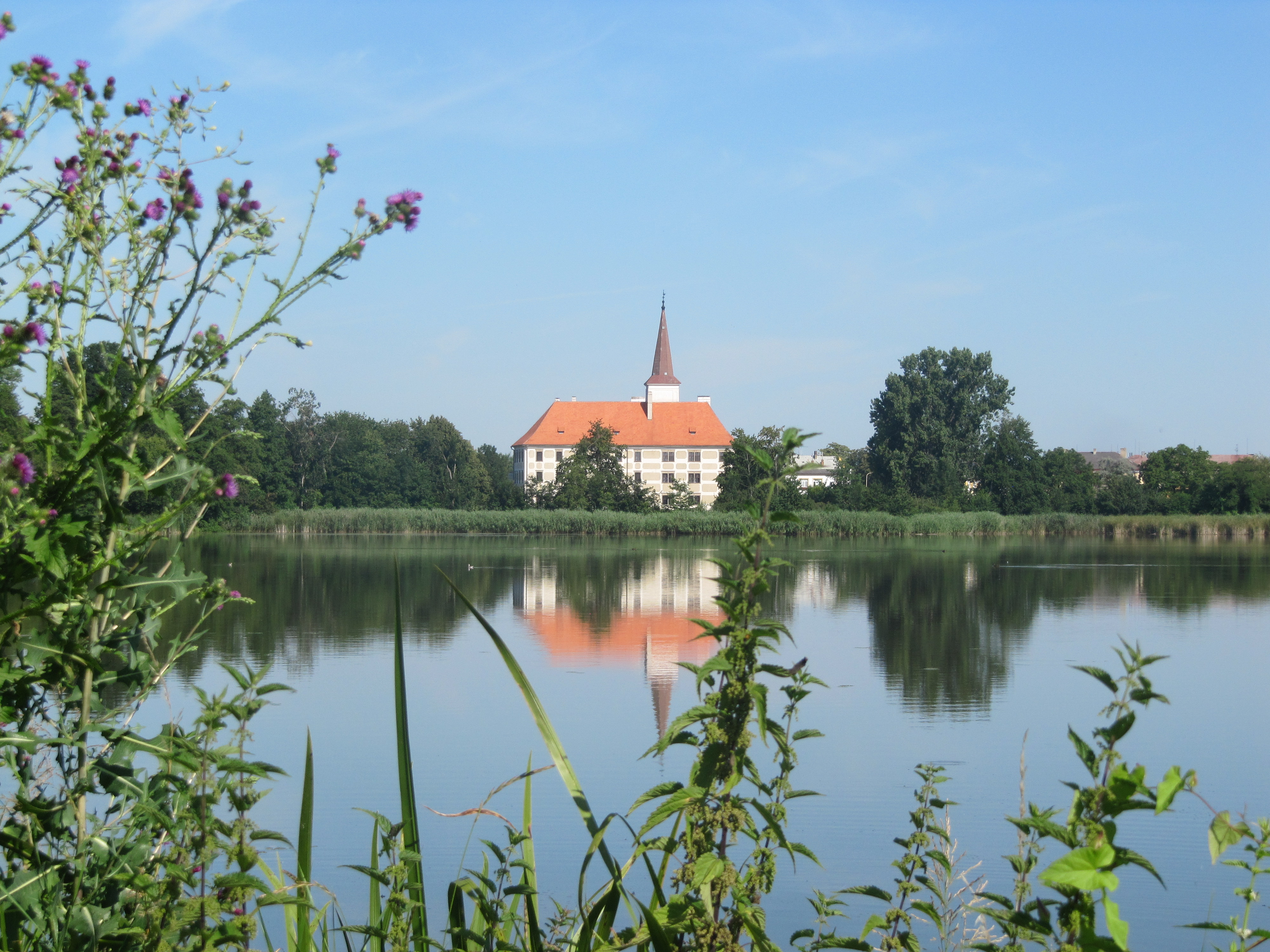
Étang de Chropyně.

## Transports
Par la route, Chropyně se trouve à 9 km de Kroměříž, à 35 km de Zlín, à 66 km de Brno et à 272 km de Prague.

## Personnalités
- Emil Filla (1882-1953), peintre
- František Palacký (1798-1876), historien et homme politique